# Ostafrika-Projekt
Das Ostafrika-Projekt e.V. ist eine humanitäre Hilfsorganisation, die sich um Suchtkranke sowie deren Angehörige, HIV-Prävention und Waisenkinder, Straßenkinder und Slumkinder in Kenia, Uganda und Äthiopien, kümmert.

## Organisation
Das Ostafrika-Projekt ist als gemeinnütziger Verein aus dem Kenia-Projekt hervorgegangen. Bis zur Gründung des eigenständigen Vereins im Oktober 2018 war das Diakonie-Krankenhaus Harz Träger der gemeinnützigen Arbeit des Kenia-Projekts. Es handelt sich um eine christliche Organisation, die vor allem Hilfe zur Selbsthilfe bieten will. Der Sitz des Projektes befindet sich in Elbingerode, die eigentliche Arbeit findet aber vor Ort in Kenia statt. Neben den Aktivitäten in Kenia ist über das Ostafrika-Projekt in Uganda die Tochterarbeit Ring of Hope in Jinja entstanden. Die Organisation des Projektes in Deutschland erfolgt durch einen ehrenamtlichen Mitarbeiterkreis. Der Kooperationspartner in Kenia und Uganda sind vornehmlich das jeweilige nationale Blaue Kreuz, ehrenamtliche Mitarbeiter dieser Organisation und Einrichtungen, die mit dem Blauen Kreuz assoziiert sind. Die Finanzierung der Aktivitäten wird durch Spenden ermöglicht. So findet seit 2015 jährlich ein Spenden-Flohmarkt statt, dessen Erlöse vollständig für die Arbeit in Ostafrika verwendet werden.
Im Jahr 2010 wurde über die Arbeit des Kenia-Projekts ein Dokumentarfilm veröffentlicht, der einzelne Helfer und den Koordinator des Projektes Dr. med. Klaus Richter vor Ort in Kenia zeigt.

## Aktivitäten
Die ehrenamtliche Arbeit in Kenia erfolgt in verschiedenen Bereichen. Im Bereich Sucht, HIV und Prävention wird vor allem über Selbsthilfegruppen, Seminare für ehrenamtliche Helfer, Infoveranstaltungen auf Märkten und in Kirchen, Anlaufstellen in den betroffenen Regionen und ambulante Rehabilitationseinrichtungen gearbeitet. Zu den Selbsthilfegruppen gehören neben den Blue Cross Selbsthilfegruppen und den sogenannten Recovery Groups auch spezielle Gruppen für weibliche Betroffene. Des Weiteren gibt es Jugend- und Sportgruppen gegen Sucht und Kriminalität. Zudem werden Kinderheime und Kinderpatenschaften finanziert. Durch das Ostafrika-Projekt werden auch Sachspenden übergeben.

## Einsatzgebiete
Größere Rehabilitationseinrichtungen des Kenia-Projekts befinden sich in Eldoret, Embu, Kisumu und Mtito Andei. Anlaufstellen für Kinder und Jugendliche in Risikosituationen befinden sich in Kisumu, Nairobi, Mombasa und Mtito Andei. In diesen Ballungsgebieten sind die Helfer vor allem in den Slums tätig, um möglichst viele Betroffene zu erreichen.
Vom Kenia-Projekt unterstützte Kinderheime wurden in Kisumu, Mtito Andei und Nairobi gegründet. Das Projekt Ring of Hope in Jinja gehört ebenfalls zum Ostafrika-Projekt und ist das erste Standbein der Organisation in Uganda.

## Partnerschaften
Das Kenia-Projekt kooperiert unter anderem mit dem Blauen Kreuz in Deutschland/Wuppertal, dem Internationalen Blauen Kreuz/Bern und dem Diakonissen-Mutterhaus Neuwandsburg/Elbingerode. Zwischenzeitlich war der Schauspieler Martin Semmelrogge als Schirmherr des Projektes tätig.